# Мочарник волосоподібний
{{#ifeq:0|0|{{#if:Philonotis capillaris|{{#if:|[[]}}|[[]]}}}}
Мочарник волосоподібний (Philonotis capillaris) — вид мохів порядку Bartramiales.

## Поширення
Батьківщиною є Європа, Північна Америка, Азія.
Населяє вологий піщаний ґрунт, перегній, виступи скель, тінисті місцезростання; від низьких до високих (50–2300 метрів).

## Характеристика
Рослини від малого до середнього розміру, ніжні, розсіяні чи в нещільних пучках, від жовтуватого до світло-зеленого забарвлення. Стебла заввишки 1–3 см, від слабко піднятих до лежачих, прості, запушені проксимально. Листки в сухому й вологому стані прямовисні, ланцетні, 0.5–1.5 мм; краї від плоских до вузько закручених, тупо зубчасті майже до основи, зубці поодинокі, виступають із дистальних кінців крайових клітин; верхівка загострена. Спеціалізоване нестатеве розмноження відсутнє. Вид дводомний. Коробочкові ніжки 2–3 см, прямі чи згинаються. Коробочка 1.3–2 мм. Спори ± ниркоподібні 20–26 мкм. Дозрівання коробочок: квітень — серпень.